# Eadberht I.

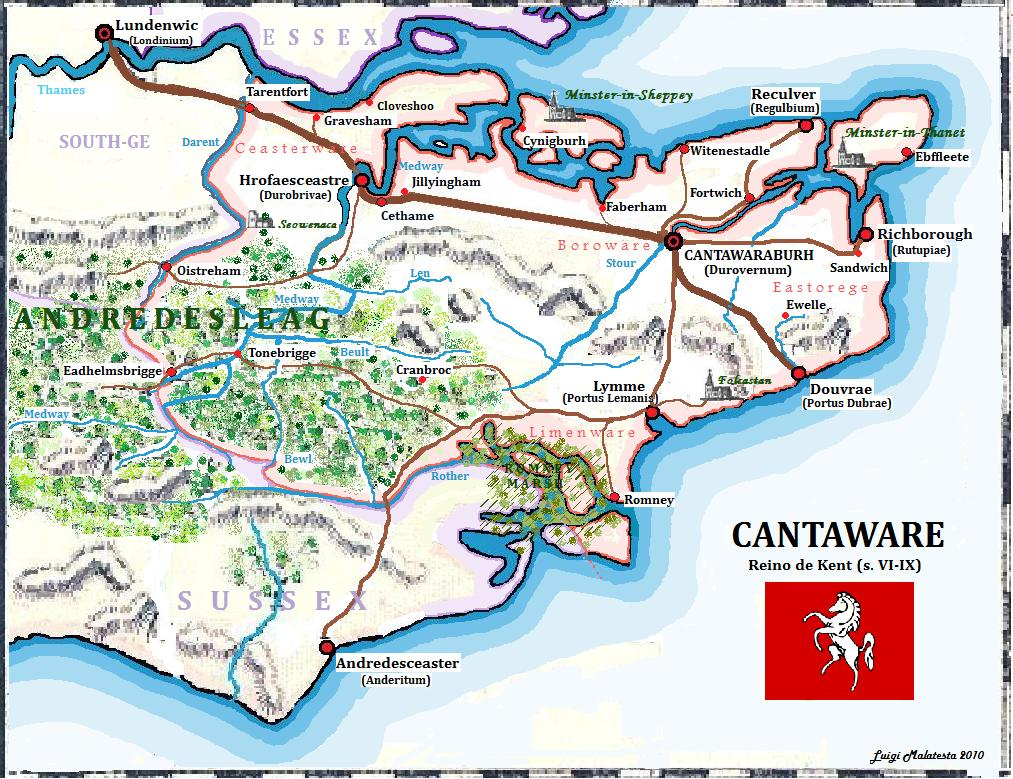
Kent in angelsächsischer Zeit

Eadberht I. (auch: Eadbert, Eadbertus, Eadberctus, Eadbriht, Eadbryht, Ædbeortus; † 748) war von 725 bis 748 gemeinsam mit seinen Brüdern Æthelberht II. und zunächst auch mit Ealric Mitkönig  des angelsächsischen Königreiches Kent.

## Leben
Eadberht stammte aus der kentischen Dynastie der Oiscingas. Er war ein Sohn des Königs Wihtred (690/691–725). Seine Mutter war entweder Cynegyth, Æthelburg oder Wærburg, eine der drei Ehefrauen Wihtreds.
Am 23. April 725 starb Wihtred. Erben des Königreiches waren seine drei Söhne Æthelberht II., Eadberht I. und Ealric. Æthelberht erhielt als ältester der Brüder den Osten Kents und die Oberherrschaft, Eadberht regierte in West-Kent, während Ealric, der darauf aus den Quellen verschwand, wohl untergeordneter Mitkönig wurde. Vermutlich starb Ealric bald darauf. Im Gegensatz zu dieser heute weitgehend akzeptierten Darstellung, nennt die Angelsächsische Chronik Eadberht als alleinigen Thronfolger. Aus der Zeit zwischen 699/716 und 748 sind mehrere Chartas bzw. deren Kopien erhalten geblieben, die Eadberhts Zeichen tragen. Eadberht war Analphabet und unterschrieb mit einem Kreuz, das er propria manu („mit eigener Hand“) setzte. Die Dokumente haben Landschenkungen und Privilegien für Klöster zum Inhalt. Vor 731 geriet Kent unter die Oberherrschaft Mercias, dessen König Æthelbald schließlich den ganzen Süden Englands dominierte. Eadberht starb im Jahr 748 und sein Sohn Eardwulf wurde im Westen Kents Nachfolger als König. Æthelberht überlebte Eadberht und regierte als Oberkönig bis 762 im Osten Kents.
Die Quellenlage zu Eadberht ist spärlich und widersprüchlich: Die Angelsächsische Chronik berichtet, dass sein Bruder Æthelberht II. sein Nachfolger wurde. Johannes von Worcester, ein Geschichtsschreiber des 12. Jahrhunderts, schrieb im Chronicon ex chronicis, dass Eadberht III. Præn (796–798) der Bruder Æthelberhts II. sei und setzte diesen mit Eadberht I. bzw. Eadberht II. gleich. Einige moderne Historiker halten Eadberht I. und Eadberht II. (762–um 764) für identische Personen.